# قارچ کلاه‌چرب زیتونی
قارچ کلاه‌چرب زیتونی (نام علمی: Hygrophorus olivaceoalbus) نام یک گونه از سرده کلاه‌چرب‌ها است.